# Grammy Award para Melhor Performance de Dupla/Grupo Country
Best Pop Solo Performance é uma categoria apresentada nos Grammy Awards, uma cerimónia estabelecida em 1958 e originalmente denominada de Gramophone Awards, que presenteia a qualidade vocal em canções do género musical country performadas por dupla, grupo ou por artistas em colaboração. As várias categorias são apresentadas anualmente pela National Academy of Recording Arts and Sciences (NARAS) dos Estados Unidos em "honra da realização artística, proficiência técnica e excelência global na indústria da gravação, sem levar em conta as vendas de canções ou posições nas tabelas musicais."
Esta foi uma das inúmeras categorias novas instituídas para a cerimónia dos Grammy Awards de 2012 e combina as antigas categorias Best Country Performance by a Duo or Group with Vocal, Best Country Collaboration with Vocals e Best Country Instrumental Performance. A ré-estruturação destas categorias surgiu após a emergência da academia de diminuir o número de categorias e prémios, e também de eliminar as distinções entre desempenhos masculinos e femininos (e em alguns casos, instrumentais a solo), focando-se apenas no desempenho vocal do/a artista.

## Vencedores e indicados
| Ano  | Artista                   | Obra                | Indicados | Ref.  |
| ---- | ------------------------- | ------------------- | --- | ----- |

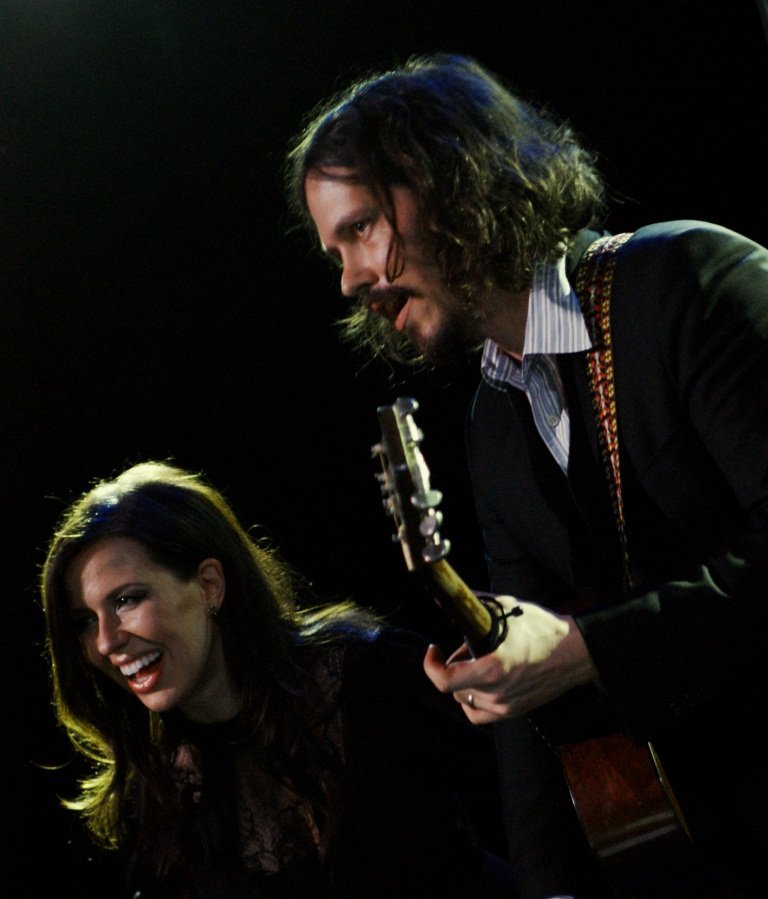
The Civil Wars, vencedores em 2012 e 2014.

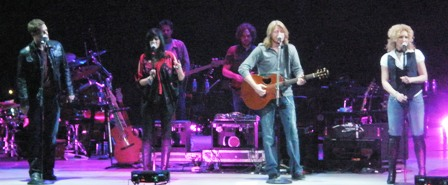
Little Big Town, vencedores em 2013 e 2016.

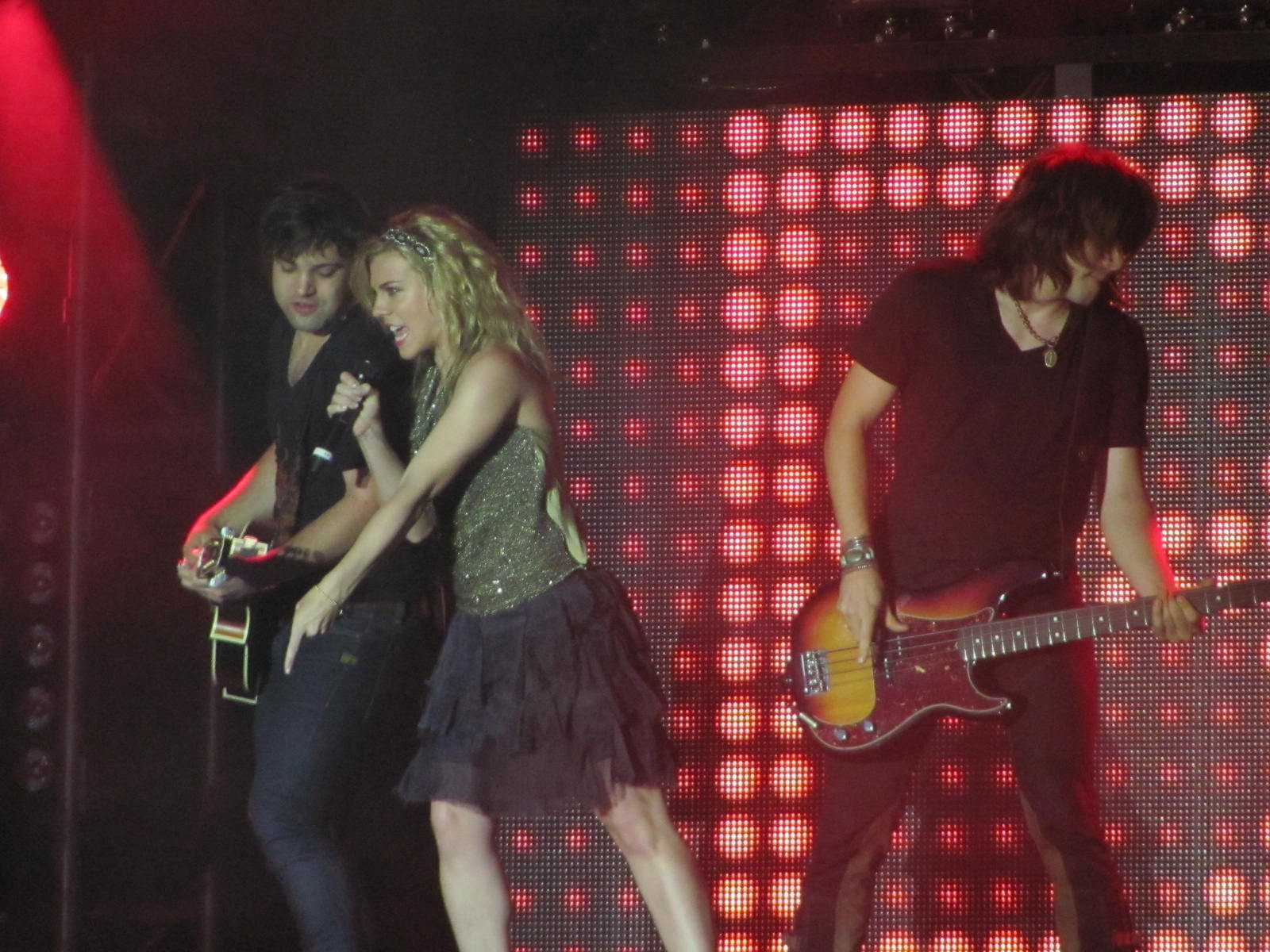
The Band Perry, vencedores em 2015.

| 2012 | The Civil Wars            | "Barton Hollow"     | - Jason Aldean e Kelly Clarkson — "Don't You Wanna Stay" - Kenny Chesney e Grace Potter — "You and Tequila" - Thompson Square — "Are You Gonna Kiss Me or Not"                                                       | [ 3 ] |
| 2013 | Little Big Town           | "Pontoon"           | - Eli Young Band — "Even If It Breaks Your Heart" - Taylor Swift e The Civil Wars — "Safe & Sound" - The Time Jumpers — "On the Outskirts of Town" - Don Williams e Alison Krauss — "I Just Come Here for the Music" | [ 4 ] |
| 2014 | The Civil Wars            | "From This Valley"  | - Tim McGraw, Taylor Swift e Keith Urban — "Highway Don't Care" - Kelly Clarkson e Vince Gill — "Don't Rush" - Little Big Town — "Your Side of the Bed" - Kenny Rogers e Dolly Parton — "You Can't Make Old Friends" | [ 5 ] |
| 2015 | The Band Perry            | "Gentle on My Mind" | - Miranda Lambert e Carrie Underwood — "Somethin' Bad" - Little Big Town — "Day Drinking" - Tim McGraw e Faith Hill — "Meanwhile Back at Mama's" - Keith Urban e Eric Church — "Raise 'Em Up"                        | [ 6 ] |
| 2016 | Little Big Town           | "Girl Crush"        | - Brothers Osborne — "Stay A Little Longer" - Joey + Rory — "If I Needed You" - Charles Kelley, Dierks Bentley e Eric Paslay — "The Driver" - Blake Shelton e Ashley Monroe — "Lonely Tonight"                       |       |
| 2017 | Pentatonix e Dolly Parton | "Jolene"            | - Dierks Bentley e Elle King — "Different for Girls'" - Brothers Osborne — "21 Summer" - Kenny Chesney e P!nk — "Setting the World on Fire" - Chris Young e Cassadee Pope — "Think of You"                           |       |